# Coupe d'Italie de football 1961-1962
Navigation
Coupe d'Italie 1960-1961 Coupe d'Italie 1962-1963
La Coupe d'Italie de football 1961-1962, est la 15e édition de la Coupe d'Italie.

## Déroulement de la compétition

### Participants

#### Serie A (D1)
Les 18 clubs de Serie A sont engagés en Coupe d'Italie.

#### Serie B (D2)
Les 20 clubs de Serie B sont engagés en Coupe d'Italie.

### Calendrier
| Phase               | Tour                   | Dates                     |
| ------------------- | ---------------------- | ------------------------- |
| Phase préliminaire  | 1er tour               | 27 août 1961              |
| Phase préliminaire  | 2e tour                | 14 - 15 - 16 octobre 1961 |
| Phase finale        | 1/8 de finale          | 25 - 26 avril 1962        |
| Phase finale        | 1/4 de finale          | 1er mai 1962              |
| Phase finale        | 1/2 finales            | 31 mai 1962               |
| Phase finale        | Finale                 | 21 juin 1962              |
| Match de classement | Match pour la 3e place | 21 juin 1962              |

## Résultats

### Premier tour
| Division     | Club                | Score               | Club                       | Division     |
| ------------ | ------------------- | ------------------- | -------------------------- | ------------ |
| Serie B (D2) | AC Brescia          | 3 - 1               | AC Côme                    | Serie B (D2) |
| Serie B (D2) | SS Lazio            | 3 - 1               | Genoa CFC                  | Serie B (D2) |
| Serie B (D2) | ACR Messine         | 2 - 1               | AS Cosenza                 | Serie B (D2) |
| Serie B (D2) | Modène FC           | 2 - 1               | AC Reggiana                | Serie B (D2) |
| Serie B (D2) | AC Naples           | 1 - 1 a.p., 6-5 tab | Alexandrie US              | Serie B (D2) |
| Serie B (D2) | Parme AS            | 0 - 1 a.p.          | AC Novare                  | Serie B (D2) |
| Serie B (D2) | AC Prato            | 1 - 0               | US Lucchese Libertas       | Serie B (D2) |
| Serie B (D2) | SS Sambenedettese   | 1 - 1 a.p., 3-4 tab | US Catanzaro               | Serie B (D2) |
| Serie B (D2) | AS Simmenthal-Monza | 0 - 3               | AS Bari                    | Serie B (D2) |
| Serie B (D2) | AC Hellas Vérone    | 2 - 0               | Pro Patria et Libertate SC | Serie B (D2) |

### Deuxième tour
| Division     | Club             | Score               | Club         | Division     |
| ------------ | ---------------- | ------------------- | ------------ | ------------ |
| Serie B (D2) | AC Hellas Vérone | 2 - 2 a.p., 5-6 tab | SPAL         | Serie A (D1) |
| Serie B (D2) | AC Novare        | 2 - 0               | AC Udinese   | Serie A (D1) |
| Serie A (D1) | AC Milan         | 0 - 1               | Modène FC    | Serie B (D2) |
| Serie A (D1) | AC Lecco         | 3 - 2 a.p.          | AS Bari      | Serie B (D2) |
| Serie A (D1) | AC Padoue        | 0 - 2               | AC Brescia   | Serie B (D2) |
| Serie B (D2) | AC Prato         | 2 - 3               | Juventus FC  | Serie A (D1) |
| Serie B (D2) | SS Lazio         | 1 - 0               | US Palerme   | Serie A (D1) |
| Serie B (D2) | AC Naples        | 0 - 0 a.p., 7-6 tab | US Sampdoria | Serie A (D1) |
| Serie A (D1) | Bologne FC       | 1 - 1 a.p., 6-7 tab | US Catanzaro | Serie B (D2) |
| Serie A (D1) | CC Catane        | 1 - 0               | ACR Messine  | Serie B (D2) |
| Serie A (D1) | AC Fiorentina    | 2 - 0               | Atalanta BC  | Serie A (D1) |
| Serie A (D1) | AC Mantoue       | 1 - 0               | AC Venise    | Serie A (D1) |

### Huitièmes de finale
| Division     | Club                 | Score               | Club          | Division     |
| ------------ | -------------------- | ------------------- | ------------- | ------------ |
| Serie A (D1) | AC Lanerossi Vicence | 1 - 2               | SPAL          | Serie A (D1) |
| Serie A (D1) | FC Internazionale    | 1 - 2               | AC Novare     | Serie B (D2) |
| Serie A (D1) | AC Lecco             | 4 - 1               | Modène FC     | Serie B (D2) |
| Serie B (D2) | AC Brescia           | 0 - 1               | Juventus FC   | Serie A (D1) |
| Serie A (D1) | AS Rome              | 0 - 0 a.p., 6-4 tab | SS Lazio      | Serie B (D2) |
| Serie A (D1) | AC Torino            | 0 - 2               | AC Naples     | Serie B (D2) |
| Serie B (D2) | US Catanzaro         | 1 - 0 a.p.          | CC Catane     | Serie A (D1) |
| Serie A (D1) | AC Mantoue           | 4 - 1               | AC Fiorentina | Serie A (D1) |

### Quarts de finale
| Division     | Club        | Score | Club         | Division     |
| ------------ | ----------- | ----- | ------------ | ------------ |
| Serie A (D1) | Juventus FC | 3 - 0 | AC Lecco     | Serie A (D1) |
| Serie A (D1) | SPAL        | 3 - 1 | AC Novare    | Serie B (D2) |
| Serie A (D1) | AS Rome     | 0 - 1 | AC Naples    | Serie B (D2) |
| Serie A (D1) | AC Mantoue  | 3 - 0 | US Catanzaro | Serie B (D2) |

### Demi-finales
| Division     | Club      | Score | Club        | Division     |
| ------------ | --------- | ----- | ----------- | ------------ |
| Serie A (D1) | SPAL      | 4 - 1 | Juventus FC | Serie A (D1) |
| Serie B (D2) | AC Naples | 2 - 1 | AC Mantoue  | Serie A (D1) |

### Match pour la3eplace
| Division     | Club       | Score | Club        | Division     |
| ------------ | ---------- | ----- | ----------- | ------------ |
| Serie A (D1) | AC Mantoue | 1 - 0 | Juventus FC | Serie A (D1) |

### Finale
| Division     | Club      | Score | Club | Division     |
| ------------ | --------- | ----- | ---- | ------------ |
| Serie B (D2) | AC Naples | 2 - 1 | SPAL | Serie A (D1) |